# Dendrochilum stellum
Dendrochilum stellum är en orkidéart som beskrevs av Jeffrey James Wood och James Boughtwood Comber. Dendrochilum stellum ingår i släktet Dendrochilum och familjen orkidéer.
Artens utbredningsområde är Sumatera. Inga underarter finns listade i Catalogue of Life.